# Coradion
Coradion ist eine artenarme, nur vier bis fünf Arten umfassende Gattung der Falterfische (Chaetodontidae). Sie kommt im zentralen Indopazifik von Südjapan bis zur Andamanensee, dem nordwestlichen Australien, dem Great Barrier Reef, Papua-Neuguinea und Tonga vor.

## Merkmale
Coradion-Arten werden 15 bis 18 Zentimeter lang. Sie sind sehr hochrückig, die Körperhöhe übertrifft oft die Körperlänge. Ihre Schnauze ist kurz. Die Grundfarbe ist bei allen Arten gleich und silbrig-weiß mit vier breiten gelblich-braunen Querbändern, einer über das Auge, zwei vom hartstrahligen Abschnitt der Rückenflosse bis zu den dunklen Bauchflossen und der letzte vom weichstrahligen Teil der Rückenflosse zum weichstrahligen Abschnitt der Afterflosse. Auf dem Schwanzflossenstiel befindet sich eine schwarze Binde. Augenflecke können auf dem weichstrahligen Teil der Rückenflosse und dem weichstrahligen Bereich der Afterflosse vorhanden sein.
Flossenformel: Dorsale VIII–X/24–33, Anale III/17–22.

## Systematik
Coradion ist die Schwestergruppe einer Klade aus Chelmonops und Chelmon.

## Lebensweise
Coradion-Arten leben in Korallenriffen, über Sandflächen zwischen den Riffen und an Steilhängen, die einen dichten Steinkorallenbewuchs aufweisen, Jungfische in Lagunen in der Nähe von Schwämmen. Ausgewachsene Coradion leben paarweise. Sie ernähren sich von Wirbellosen, vor allem von Flohkrebsen (Amphipoda), die sie von Schwammoberflächen absuchen, und von Schwämmen. Sie sind scheuer als andere Falterfische.

## Arten
- Hochflossen-Coradion (Coradion altivelis) McCulloch, 1916
- Coradion calendula Matsunuma et al., 2023[2]
- Coradion chrysozonus (Cuvier in Cuvier & Valenciennes, 1831)
- Coradion melanopus (Cuvier in Cuvier & Valenciennes, 1831)

Kuiter erwähnt eine fünfte Art (Coradion cf. altivelis), die von der Andamanensee bis Komodo vorkommt und bisher unbeschrieben ist.